# Кулижниково
Кулижниково — село в Саянском районе Красноярского края. Административный центр Кулижниковского сельсовета.

## История
Основано в 1896 году. В 1926 году состояло из 124 хозяйств, основное население — русские. Центр Кулижниковского сельсовета Агинского района Канского округа Сибирского края.

## Население
| 1926 | 2010 |
| ---- | ---- |
| 668  | ↘227 |